# Google Cloud Datastore
Google Cloud Datastore (Cloud Datastore) は、GoogleがGoogle Cloud Platform上で提供している、高いスケーラビリティを持つ、フルマネージドのNoSQLデータベースサービスである。Cloud Datastoreは、GoogleのBigtable上にMegastore技術を利用して構築されている。

## 歴史
2008年にGoogle App Engineの一機能として公開されたが、2013年のGoogle I/Oにおいて、独立したCloud Datastoreというサービスとして利用できるようになることが発表された。